# МКС-55
МКС-55 — п'ятдесят п'ятий довготривалий екіпаж Міжнародної космічної станції. Його робота розпочалася 27 лютого 2018 року з моменту відстиковки від станції корабля Союз МС-06, на якому повернулися троє членів експедиції-53/54. Експедиція-55 завершилася 3 червня 2018 року з моменту відстиковки корабля Союз МС-07 від МКС. Члени екіпажу «Союз МС-08» продовжать роботу на борту МКС у складі експедиції-56.

## Екіпаж
З 27 лютого 2018 у складі експедиції троє космонавтів, з 23 березня — шестеро. Антон Шкаплеров, Скотт Тінгл і Норісіге Канаі прибули до МКС на кораблі «Союз МС-07» та спочатку брали участь в роботі експедиції-54. Інші троє учасників експедиції-55 прибули до МКС кораблем «Союз МС-08».
| Посада                              | Прізвище, ім'я (кількість космічних польотів), організація, країна | Старт                   | Прибуття до МКС         | Відліт із МКС           | Приземлення             |
| ----------------------------------- | ------------------------------------------------------------------ | ----------------------- | ----------------------- | ----------------------- | ----------------------- |
| Бортінженер МКС-54, командир МКС-55 | Антон Шкаплеров (3), Роскосмос, (Росія)                            | 17.12.2017 «Союз МС-07» | 19.12.2017 «Союз МС-07» | 03.06.2018 «Союз МС-07» | 03.06.2018 «Союз МС-07» |
| Бортінженер МКС-54/55               | Скотт Тінгл (1), НАСА, (США)                                       | 17.12.2017 «Союз МС-07» | 19.12.2017 «Союз МС-07» | 03.06.2018 «Союз МС-07» | 03.06.2018 «Союз МС-07» |
| Бортінженер МКС-54/55               | Норісіге Канаі (1), JAXA, (Японія)                                 | 17.12.2017 «Союз МС-07» | 19.12.2017 «Союз МС-07» | 03.06.2018 «Союз МС-07» | 03.06.2018 «Союз МС-07» |
| Бортінженер МКС-55, командир МКС-56 | Олег Артемьєв (2), Роскосмос, (Росія)                              | 21.03.2018 «Союз МС-08» | 23.03.2018 «Союз МС-08» | 04.10.2018 «Союз МС-08» | 04.10.2018 «Союз МС-08» |
| Бортінженер МКС-55/56               | Ендрю Фьюстел (3), НАСА, (США)                                     | 21.03.2018 «Союз МС-08» | 23.03.2018 «Союз МС-08» | 04.10.2018 «Союз МС-08» | 04.10.2018 «Союз МС-08» |
| Бортінженер МКС-55/56               | Річард Арнольд (2), НАСА, (США)                                    | 21.03.2018 «Союз МС-08» | 23.03.2018 «Союз МС-08» | 04.10.2018 «Союз МС-08» | 04.10.2018 «Союз МС-08» |

## Етапи місії

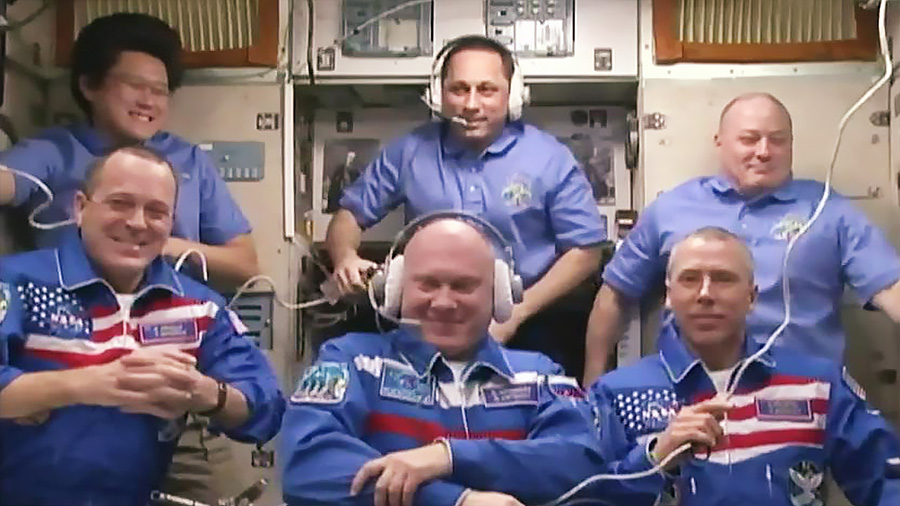
Екіпаж на борту станції, 23.03.2018

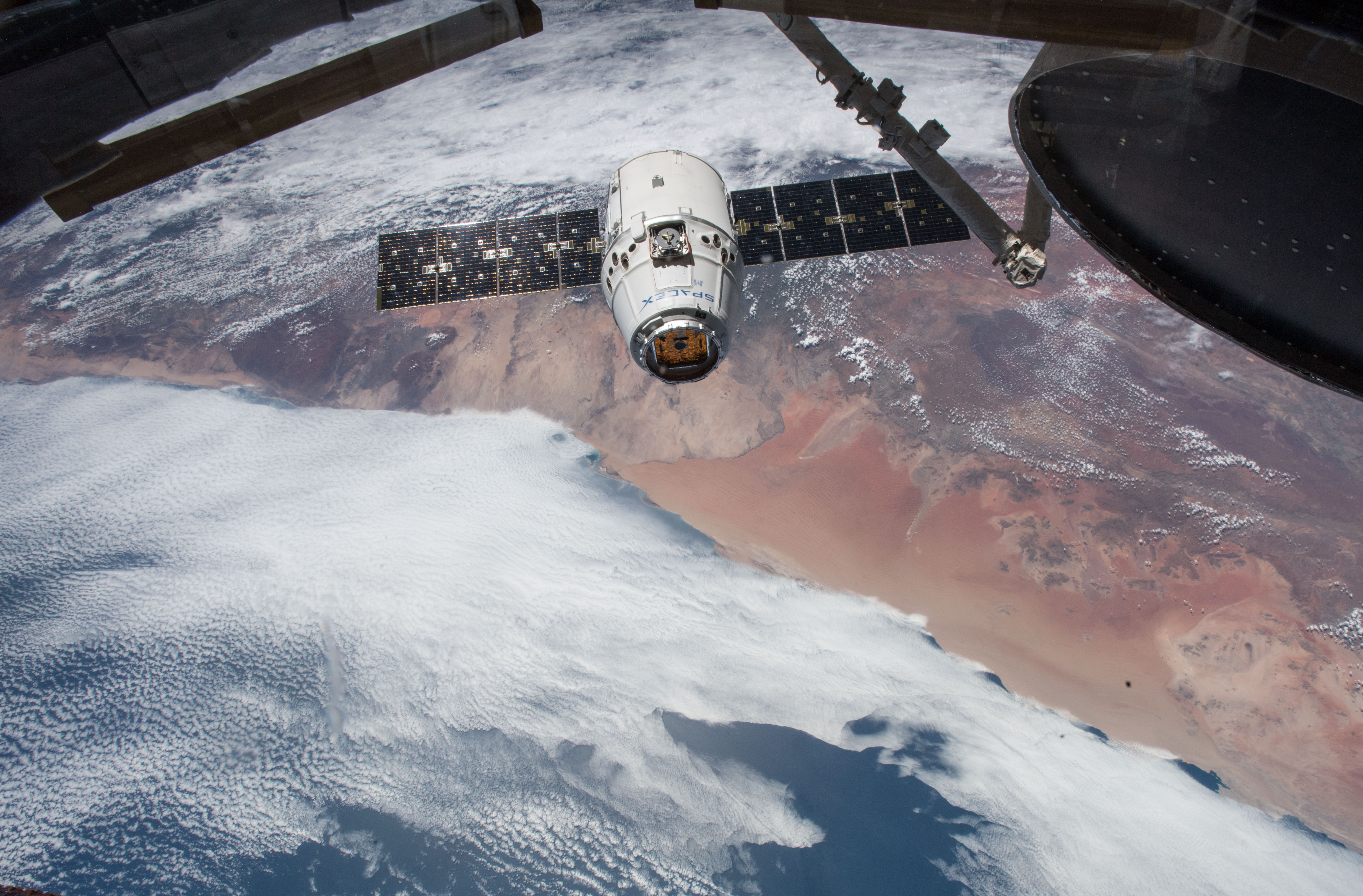
Dragon SpaceX CRS-14 перед стикуванням з МКС, 4.04.2018

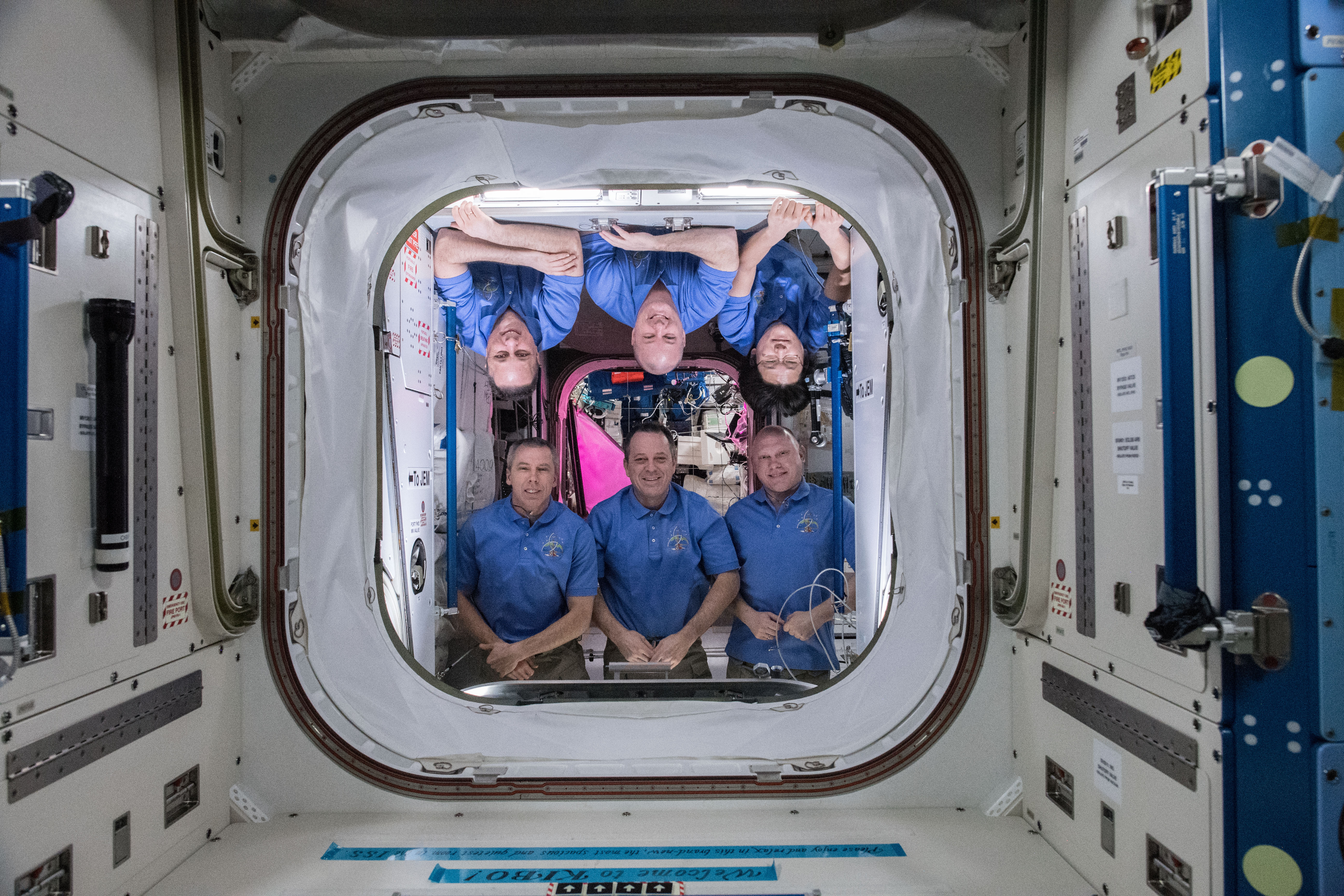
Екіпаж в модулі Кібо. 5.05.2018

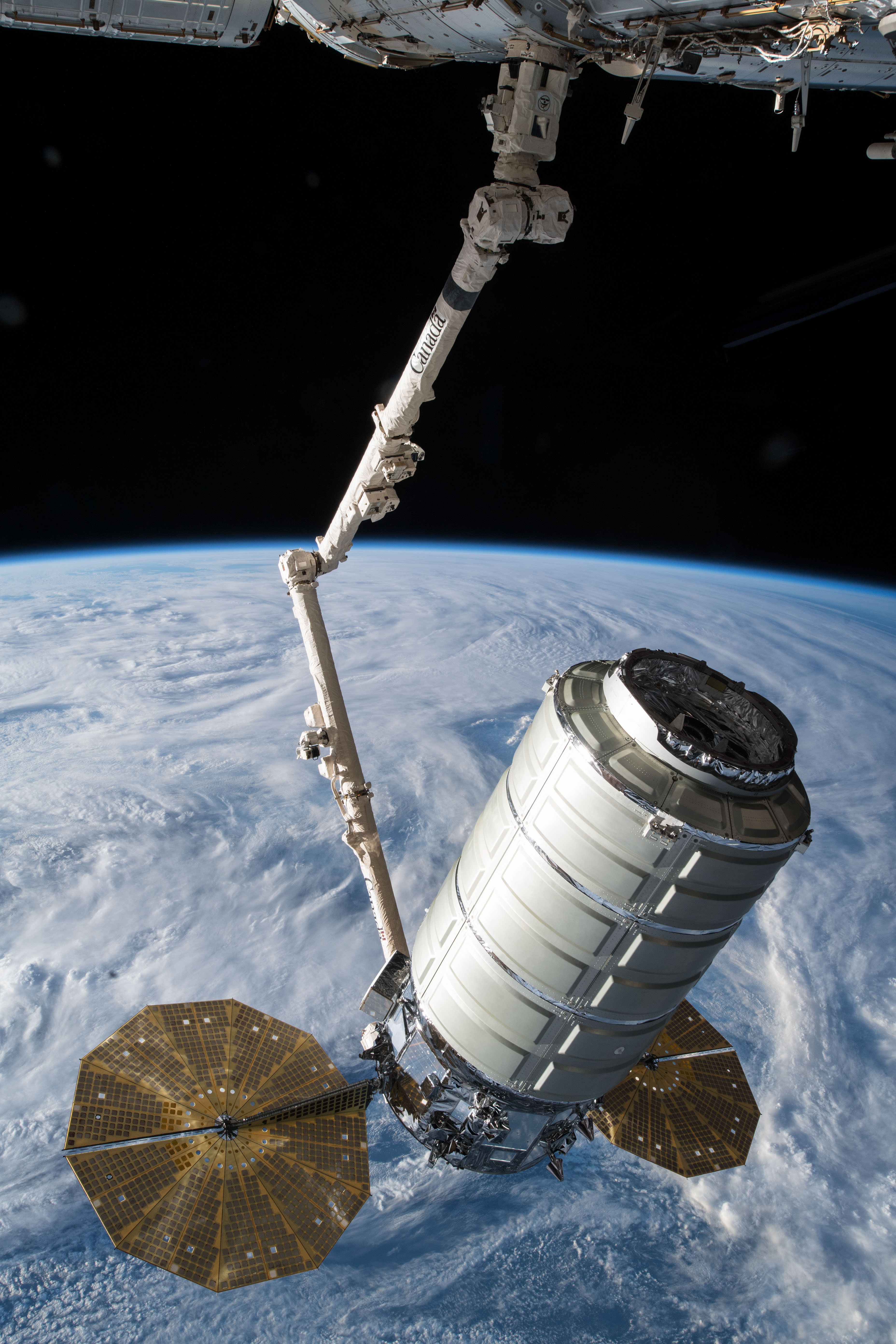
Корабель Cygnus, захоплений краном Канадарм2. 24.05.2018

27 лютого о 23:08 (UTC) корабель Союз МС-06 з трьома космонавтами на борту (Олександр Місуркін, Марк Ванде Хей і Джозеф Акаба) відстикувався від МКС та за декілька годин успішно приземлився на території Казахстану. На цьому завершилася робота 54-ї експедиції МКС. Антон Шкаплеров, Скотт Тінгл і Норісіге Канаі, які залишилися на борту станції, продовжили роботу у складі 55-ї експедиції.
14 березня здійснено планову корекцію орбіти МКС. Для цього на 108 сек. було включено двигуни корабля «Прогрес МС-08», пристикованого до станції.
23 березня стикування корабля Союз МС-08 із трьома космонавтами на борту (О. Артемьєв, Е. Фьюстел, Р. Арнольд) з МКС, на борту станції стає 6 космонавтів. «Союз МС-08» стартував із Байконура 21 березня.
29 березня Е. Фьюстел і Р. Арнольд провели роботи у відкритому космосі, що тривали 6 год. 10 хв. Вони встановили нове обладнання зв'язку та здійснили заміну камер спостереження за Землею.
4 квітня до модуля Гармонія МКС пристикувався вантажний корабель SpaceX CRS-14. Стикування відбулося за допомогою крана-маніпулятора Канадарм2. Корабель було запущено 2 квітня, він доставив на станцію 2647 кг корисного вантажу — матеріали для наукових досліджень, обладнання, продукти і речі для екіпажу тощо.
5 травня — здійснено успішне відстикування корабля Dragon місії SpaceX CRS-14 від МКС, після чого він успішно приводнився в заданому районі Тихого океану. Dragon доставив на Землю 3800 фунтів вантажу. Серед них: матеріали досліджень, що стосуються впливу невагомості на рослини, а також на компоненти ряду медпрепаратів.
13 травня здійснено планову корекцію орбіти МКС. Для цього на 172 сек. було включено двигуни корабля «Прогрес МС-08», пристикованого до станції.
16 травня Ендрю Фьюстел та Річард Арнольд здійснили вихід у відкритий космос тривалістю 6 год. 31 хв., під час якого виконано ряд технічних робіт.
24 травня вантажний корабель Cygnus місії CRS Orb-9 пристикувався до станції. Він стартував 21 травня та доставив до МКС 3350 кг корисного вантажу. Стикування відбулося за допомогою крана-маніпулятора Канадарм2.
3 червня о 09:16 (UTC) корабель Союз МС-07 з трьома космонавтами на борту (Антон Шкаплеров, Скотт Тінгл і Норісіге Канаі) відстикувався від МКС та за декілька годин успішно приземлився на території Казахстану. На цьому завершилася робота 55-ї експедиції МКС. Олег Артемьєв, Ендрю Фьюстел і Річард Арнольд, які залишилися на борту станції, продовжили роботу у складі 56-ї експедиції..